# Carla Lucero
Carla Agustina Lucero (Río Cuarto, Córdoba; 26 de octubre de 1990) es una tenista argentina.
Lucero tuvo un ranking de individuales de la WTA de 371, el más alto de su carrera, logrado el 7 de junio de 2010. También tuvo un ranking de dobles de la WTA de 517, el más alto de su carrera, logrado el 7 de noviembre de 2011. Lucero ha ganado un título de individuales de la ITF y siete títulos de dobles de la ITF.
Lucero hizo su debut en la Fed Cup con Argentina en 2019 .
Desde el 2019 integra el Salón de la Fama del tenis argentino de la AAT.

## Accidente de tránsito
El 9 de febrero de 2012, la tenista sufrió un accidente en la Ruta 36 de Argentina cuando se dirigía de Villa del Dique hacia Alcira Gigena. El colectivo que la trasladaba fue embestido por un camión que se cruzó de carril, dos personas murieron y ocho resultaron heridas, entre ellas la tenista. Sufrió fractura de fémur derecho, luxación de cadera izquierda, desplazamiento de costillas que le generó un edema pulmonar, traumatismos en el rostro y fractura de pierna derecha. Estuvo tres meses sin poder caminar.

## Vida personal
La tenista Carla Lucero también es Periodista Deportiva y Productora de Medios Audiovisuales recibida en la Universidad Nacional de Córdoba, Argentina.

## Finales del Circuito ITF

### Individuales: 13 (1 título, 12 subcampeonatos)
| Leyenda             |
| ------------------- |
| torneos de $100,000 |
| torneos de $80,000  |
| torneos de $60,000  |
| torneos de $25,000  |
| torneos de $15,000  |
| torneos de $10,000  |

| Resultado | G/P  | Fecha              | Torneo                         | Nivel  | Superficie | Adversario           | Puntaje       |
| --------- | ---- | ------------------ | ------------------------------ | ------ | ---------- | -------------------- | ------------- |
| Pérdida   | 0–1  | junio de 2009      | ITF Córdoba, España            | 10,000 | Arcilla    | María Irigoyen       | 1–6, 0–6      |
| Victoria  | 1–1  | noviembre de 2009  | ITF Lima, Perú                 | 10,000 | Arcilla    | Verónica Cepede Royg | 5–7, 6–3, 7–5 |
| Pérdida   | 1–2  | diciembre de 2009  | ITF Santiago, Chile            | 10,000 | Arcilla    | Ana Clara Duarte     | 2–6, 1–6      |
| Pérdida   | 1–3  | septiembre de 2010 | ITF Buenos Aires, Argentina    | 10,000 | Arcilla    | Vanesa Furlanetto    | 3–6, 2–6      |
| Pérdida   | 1–4  | septiembre de 2010 | ITF Mogi Das Cruzes, Brasil    | 10,000 | Arcilla    | Roxane Vaisemberg    | 2–6, 3–6      |
| Pérdida   | 1–5  | noviembre de 2010  | ITF Carrillo, Argentina        | 10,000 | Arcilla    | Vanesa Furlanetto    | 3–6, 3–6      |
| Pérdida   | 1–6  | septiembre de 2011 | ITF Sao Paulo, Brasil          | 10,000 | Arcilla    | María Irigoyen       | 2–6, 3–6      |
| Pérdida   | 1–7  | octubre de 2011    | ITF Goiânia, Brasil            | 10,000 | Arcilla    | Maria Fernanda Alves | 2–6, 4–6      |
| Pérdida   | 1–8  | noviembre de 2011  | ITF Concepción, Chile          | 10,000 | Arcilla    | Fernanda Brito       | 3–6, 4–6      |
| Pérdida   | 1–9  | marzo de 2014      | ITF Lima, Perú                 | 10,000 | Arcilla    | Nadia Podoroska      | 3–6, 4–6      |
| Pérdida   | 1–10 | junio de 2014      | ITF Villa María, Argentina     | 10,000 | Arcilla    | Sofía Luini          | 4–6, 1–6      |
| Pérdida   | 1–11 | noviembre de 2018  | ITF Villa del Dique, Argentina | 15,000 | Arcilla    | Fernanda Brito       | 3–6, 3–6      |
| Pérdida   | 1–12 | abr 2019           | ITF Bucaramanga, Colombia      | 15,000 | Arcilla    | Fernanda Brito       | 6–4, 3–6, 3–6 |